# Rügge
Rügge település Németországban, Schleswig-Holstein tartományban. Lakosainak száma 244 fő (2023. december 31.). Rügge Ahneby, Sterup, Esgrus, Scheggerott, Saustrup és Mohrkirch községekkel határos.

## Népesség
A település népességének változása:
| Lakosok száma | 250  | 232  | 242  | 236  | 244  | 244  |
|               | 1975 | 2017 | 2019 | 2021 | 2022 | 2023 |